# Triumvirat
Ein Triumvirat (fachsprachlich oft Maskulinum von lateinisch triumvirātus ‚Amt eines Triumvirn‘, sonst Neutrum; zugrunde liegt tres viri ,drei Männer‘) bezeichnet ein Bündnis dreier Männer, die gemeinsam die Macht in einem Gemeinwesen ausüben.

## Römische Geschichte
Zu den regulären Magistraturen im antiken Rom gehörten mehrere Dreimännerkollegien (Tresviri), die mit Polizei- und Justizaufgaben betrauten Tresviri capitales und die als Münzmeister fungierenden Tresviri monetales. Daneben gab es Sonderkommissionen von drei Männern zur Gründung von Kolonien oder Verteilung von Ackerland. Solche Kommissionen bekamen in der Zeit der gracchischen Reformversuche eine erhöhte politische Bedeutung und waren damit Vorläufer der beiden bekannten Triumvirate im 1. Jahrhundert v. Chr.

### Erster Triumvirat
Die Mitglieder des ersten Triumvirats in Porträtbüsten:

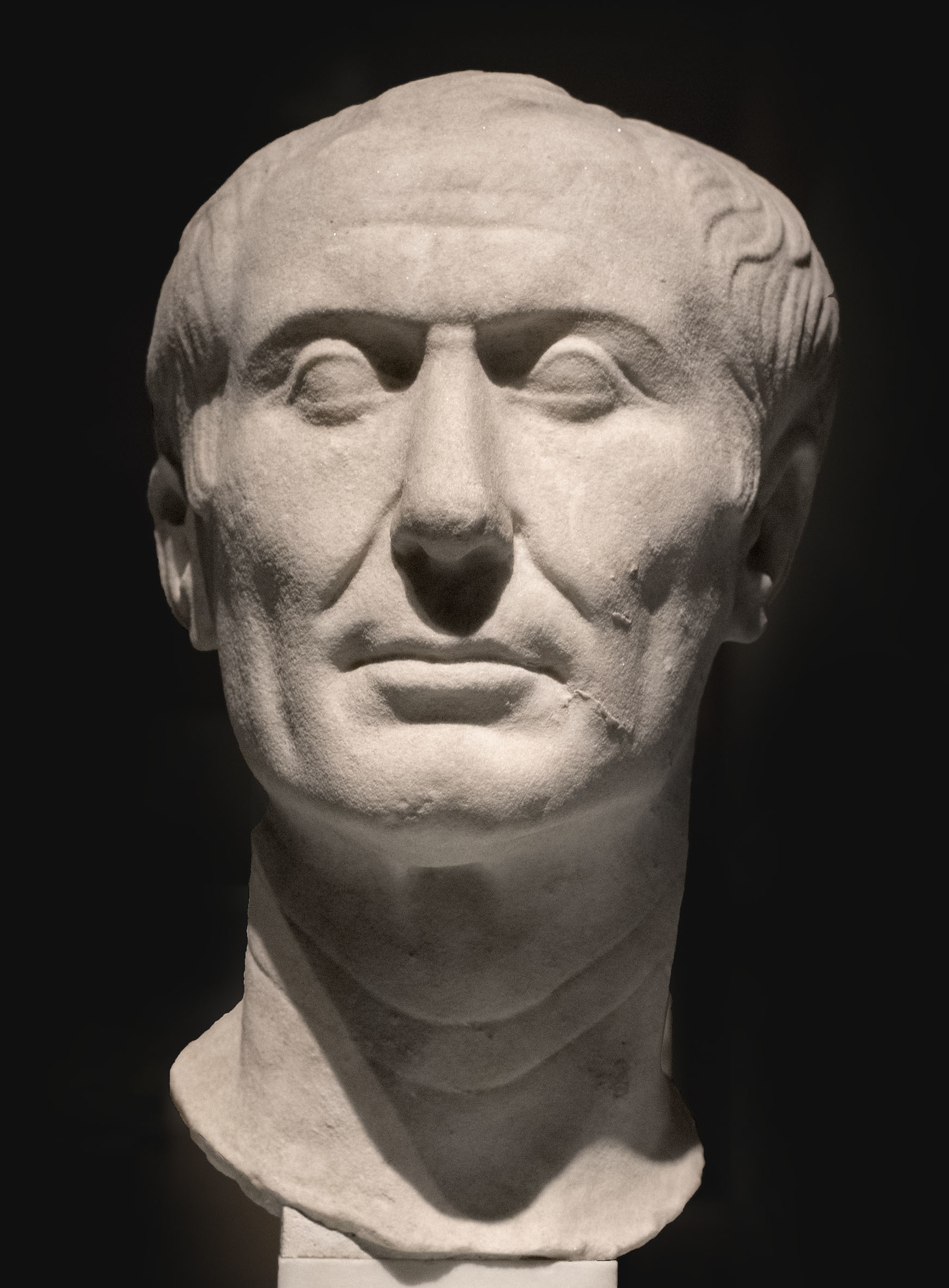
Gaius Julius Caesar
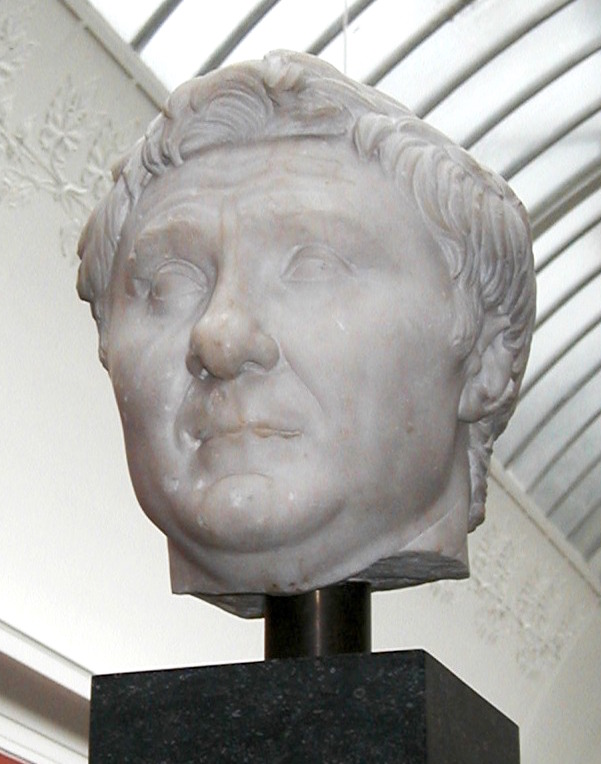
Gnaeus Pompeius Magnus
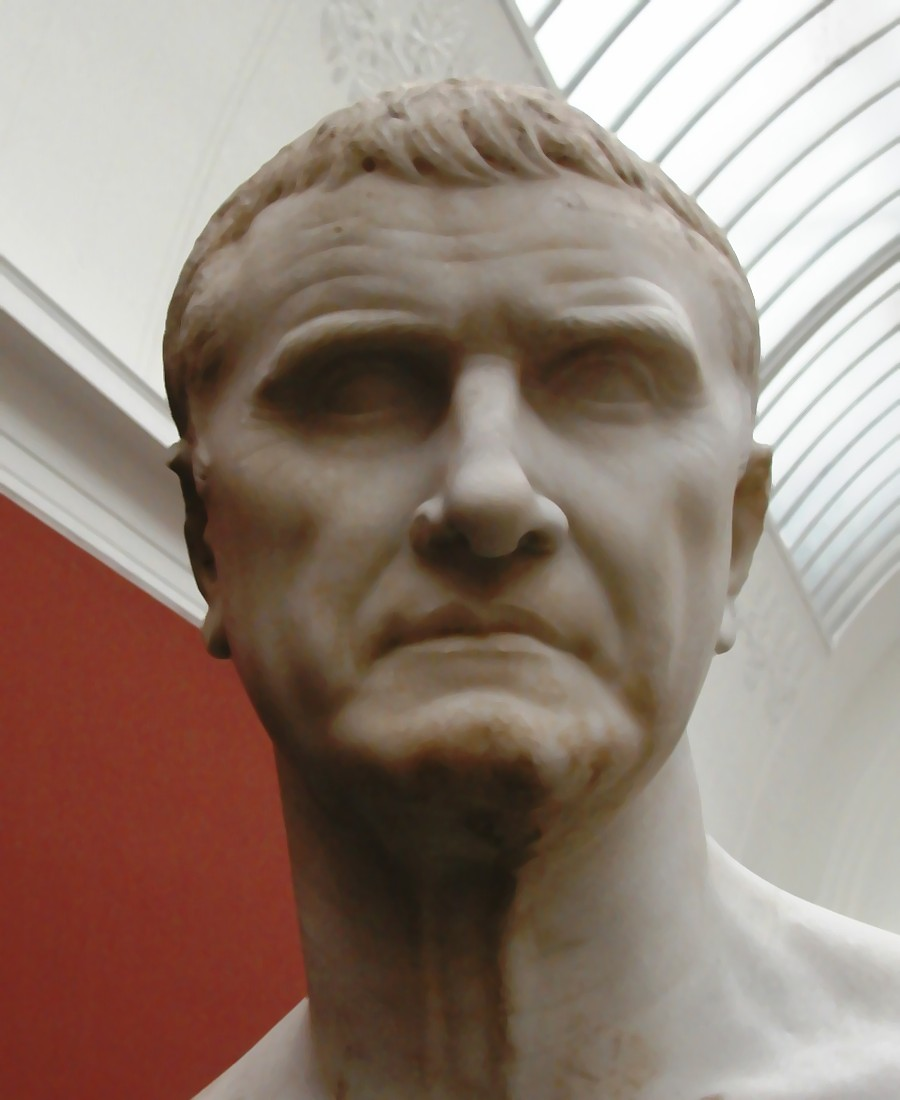
Marcus Licinius Crassus

Im Jahr 60 v. Chr. schlossen sich Gaius Iulius Caesar, Gnaeus Pompeius Magnus und Marcus Licinius Crassus zu einem inoffiziellen Bündnis, das später als Erster Triumvirat bezeichnet wurde, zusammen. Im Jahr 56 v. Chr. erneuerte man auf Initiative Caesars das Bündnis.
Nach dem Rücktritt Sullas als Diktator wurden Pompeius und Crassus zu den bestimmenden Figuren der römischen Politik. Beide gehörten zunächst eher zu den Optimaten, machten aber im Jahr 70 v. Chr. als Konsuln fast alle Gesetzesänderungen Sullas rückgängig und näherten sich damit popularen Positionen an. Als Befehlshaber der Legionen im 3. Mithridatischen Krieg und bei der Niederschlagung des Sklavenaufstands unter Spartacus stiegen beide zu Militärpotentaten auf, denen sich ihre Klientel unter den Soldaten und Veteranen verpflichtet fühlte. Wie Gaius Marius und Sulla vor ihnen wurden sie damit in die Lage versetzt, Politik am Senat vorbei machen zu können, für dessen Machtstellung sie als – ehemalige – Optimaten eigentlich hätten eintreten müssen.
Als die Optimaten im Senat Crassus und Pompeius, der sich nach seiner Rückkehr von einem triumphalen Orientfeldzug unantastbar wähnte, vor den Kopf stießen, erkannte der aufstrebende designierte Konsul Caesar die Gunst der Stunde. Auf die Initiative Caesars hin schlossen sich Caesar, Pompeius und Crassus (obwohl diese einander wohl nicht besonders mochten) zu einem informellen Bündnis zusammen. Am Senat vorbei und vorerst im Verdeckten sollte diese „Dreimännerherrschaft“ sicherstellen, „dass nichts im Staate geschehen solle, was einem von den dreien missfiele“ (Sueton). Angeblich hatte man auch Cicero einbeziehen wollen, doch dieser lehnte eine Zusammenarbeit ab.
Als der Senat sich im Jahr 59 v. Chr. weigerte, die nun von Caesar eingebrachten Ackergesetze, die zur Versorgung der Veteranen des Pompeius mit Land dienen sollten, zu unterstützen, stellte sich Pompeius angeblich neben Caesar in der Volksversammlung (Comitium) auf die Rostra, zückte das Schwert und gab dem Volk zu verstehen, dass er jeden persönlich erstechen wolle, der gegen dieses Gesetz stimme. Damit war das Bündnis auch gegenüber der plebs offengelegt. Diese Allianz war im Stande, die gesamten politischen Vorgänge in der Republik zu steuern und zu untergraben – Caesar als Consul setzte nun durch, was die Triumvirn wollten, und setzte sich auch über das Veto seines Kollegen Bibulus, eines Optimaten, hinweg. Dies war ein offener Verfassungsbruch, dem der Senat zunächst hilflos zusehen musste.
All dies war möglich, weil die drei Männer zusammen alles dazu Nötige mitbrachten: Crassus als reichster Mann Roms das Geld, Pompeius als erfolgreichster General seiner Zeit das militärische Potential und zahlreiche ihm verpflichtete Klienten, Caesar den Konsulat für das Jahr 59 v. Chr. verbunden mit politischer Genialität und skrupelloser Tatkraft.
Zur Bekräftigung des Bündnisses heiratete Pompeius zusätzlich noch Caesars Tochter Iulia.
Caesar war im Triumvirat zunächst nur „Juniorpartner“. Seine Amtsführung war im Senat umstritten; eine Strafverfolgung nach dem Ende seines Konsulats – Amtsträger waren immun – wurde aber durch die mit fünf Jahren ungewöhnlich lange Amtszeit Caesars als Prokonsul in Illyrien und in Gallien (Cis- und Transalpina) verhindert. Caesar nutzte die Provinz Gallia cisalpina als Ausgangsbasis, um in den Jahren 58–50 v. Chr. das gesamte nicht-römische Gallien zu erobern. Dies brachte ihm nicht nur ungeheure Reichtümer, sondern für die Dauer seines Auftrags auch die Befehlsgewalt, das Imperium, über riesige Armeen ein, die er sich in dieser Zeit persönlich verpflichten konnte.
Die Verlängerung des Triumvirats 56 v. Chr. in Ravenna und Lucca erreichte den gemeinsamen Konsulat von Crassus und Pompeius für das Jahr 55 v. Chr. und die Verlängerung von Caesars Prokonsulat in Gallien um weitere fünf Jahre.
Nachdem aber Crassus im Jahr 53 v. Chr. im Krieg gegen die Parther gefallen war und sich Pompeius dem Senat wieder angenähert hatte, da ihm Caesars Macht zu groß zu werden schien und die familiäre Verbindung zwischen den beiden Männern durch den Tod Iulias zerbrochen war, brach der erste Triumvirat, spätestens mit Beginn des Bürgerkriegs 49 v. Chr., auseinander.
Der Triumvirat erfüllte nicht nur den Bestand eines Bündnisses oder politischen Paktes, er war eine rein „männerfreundschaftliche“ Zweckbeziehung. Natürlich war sicherlich nach der Bekanntgabe dieses Bündnisses jedem Römer klar, welche enormen Auswirkungen auf die Politik solch ein Zusammenschluss haben würde. Aber da in der römischen Politik die politische Freundschaft, die amicitia, einen festen Platz hatte, war der Triumvirat im Prinzip nichts anderes als solch eine Freundschaft im höheren Stil und damit vollkommen legal – im Unterschied zu einigen durch die Triumvirn veranlassten Maßnahmen.

### Zweiter Triumvirat
Die Teilnehmer des zweiten Triumvirats im Münzbild:

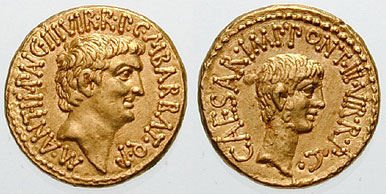
Aureus aus dem Jahr 41 v. Chr. mit den Porträts von Marcus Antonius (links) und Octavian
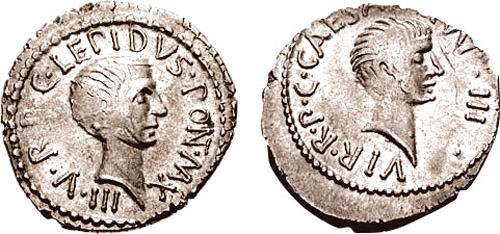
Denar aus dem Jahr 42 v. Chr. mit den Porträts von Lepidus (links) und Octavian

Der Zweite Triumvirat wurde Anfang November 43 v. Chr., womöglich am 11. November, zwischen Octavian, Marcus Antonius und Marcus Aemilius Lepidus auf fünf Jahre geschlossen. Ziel war die Sicherung des politischen Erbes nach Caesars Ermordung.
Nachdem Antonius und Octavian nach Caesars Tod im Kampf um die Macht im Staat zuerst auf gegnerischen Seiten standen, fanden sie Ende Oktober oder Anfang November 43 v. Chr. während einer mehrtägigen Konferenz auf einer Insel im Fluss Lavinius zwischen Bononia und Mutina einen Ausgleich und bildeten nach dem Vorbild Caesars, Pompeius’ und Crassus’ zusammen mit Caesars ehemaligem magister equitum Marcus Aemilius Lepidus einen zweiten Triumvirat, zu dessen Bekräftigung Octavian Antonius’ Stieftochter Clodia heiratete. Dieses Übereinkommen, für das Lepidus und Gaius Asinius Pollio als Vermittler maßgeblich verantwortlich zeichneten, ist auch unter dem Namen „Pakt von Bononia“ bekannt.
Die „Dreimännerherrschaft zur Ordnung des Staates“, wie das Bündnis offiziell hieß, beruhte de facto allein auf der militärischen Macht der Triumvirn, auf ihrer Verfügungsgewalt über die weitaus meisten römischen Legionen. Nach einem dreitägigen Einzug der Triumvirn in Rom ließen sie sich aber von der Volksversammlung auf Antrag des Volkstribunen Publius Titius am 27. November 43 v. Chr. diktatorische Machtbefugnisse auf fünf Jahre übertragen, um ihre Position staatsrechtlich zu legalisieren (lex Titia). Wie zur Zeit Sullas wurden nun Proskriptionslisten veröffentlicht, die alle darauf Verzeichneten für vogelfrei erklärten. Laut Sueton soll sich Octavian anfangs gegen die Proskriptionen gewehrt, sie dann aber unnachsichtiger durchgeführt haben als seine beiden Kollegen. Auf Antonius’ Betreiben fiel dem Massaker an den politischen Gegnern der Triumvirn auch Cicero zum Opfer. Bereits vor dem 27. November war es zu ersten Proskriptionen und der Ermordung von Staatsfeinden gekommen.
Im Jahr darauf gingen Antonius und Octavian nach Griechenland, wo die Caesar-Attentäter Marcus Iunius Brutus und Gaius Cassius Longinus ihre Streitkräfte gesammelt hatten. Deren Niederlage in der Schlacht bei Philippi in Makedonien im Herbst 42 v. Chr. bedeutete den endgültigen Untergang der römischen Republik. Da der Sieg im Wesentlichen Antonius zu verdanken war, nahm dessen Gewicht innerhalb des Triumvirats weiter zu.
Als die Triumvirn nach Philippi ihre Einflusssphären absteckten, erhielt Antonius zusätzlich zu Gallia Comata die Provinz Gallia Narbonensis. Ferner sollte er die Verhältnisse in den wohlhabenden Ostprovinzen ordnen.

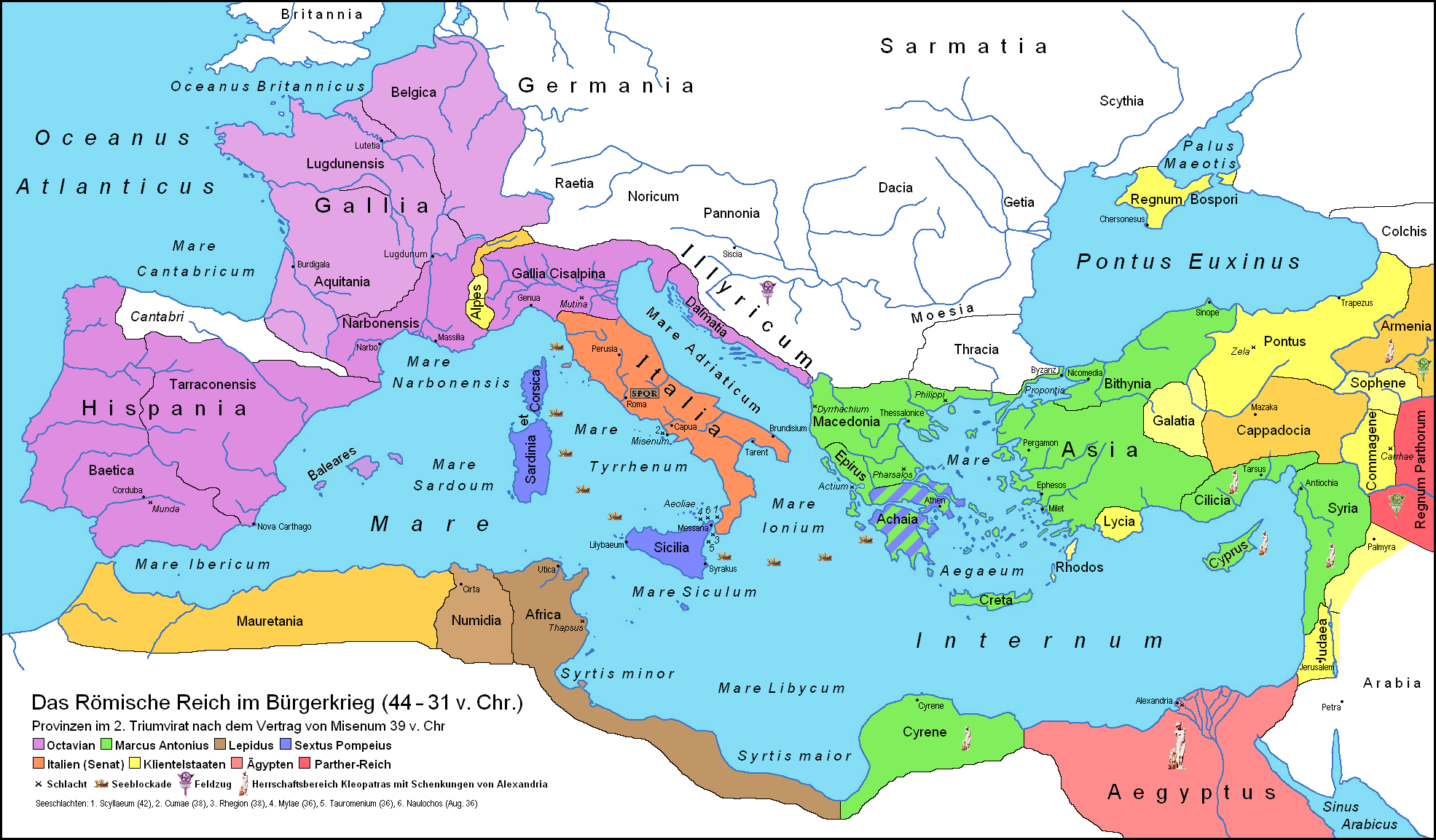
Karte des Römischen Reiches nach dem Vertrag von Misenum
Italien
Octavians Machtbereich
Antonius’ Machtbereich
Provinzen des Lepidus
Seereich des Sextus Pompeius
Königreich Ägypten (Kleopatra)
Vasallenstaaten

Lepidus wurde Nordafrika zugesprochen, damals die Kornkammer Roms. Octavian erhielt die beiden spanischen Provinzen und die schwierige Aufgabe, die Veteranen in Italien anzusiedeln, das von den Triumvirn gemeinsam verwaltet wurde. Bei den Landverteilungen kam es zu brutalen Enteignungen und Vertreibungen nicht nur einzelner Landbesitzer, sondern sogar ganzer Stadtbevölkerungen. Octavian war damals allgemein verhasst. Überdies kam es wegen der Landverteilung zu schweren Differenzen mit Antonius’ Bruder Lucius, den Octavian aber im Perusinischen Krieg besiegte. Als Antonius daraufhin nach Italien zurückkehrte, verweigerten die Legionen beider Triumvirn jedoch den Kampf und zwangen sie zu einem erneuten Bündnis. Der Vertrag von Brundisium vom Herbst 40 v. Chr. sah unter anderem die Hochzeit Antonius’ mit Octavians Schwester Octavia vor.
Im Jahr 39 v. Chr. schlossen Antonius und Octavian den Vertrag von Misenum mit dem Seeherrscher Sextus Pompeius, der zwar keinen Frieden brachte, aber immerhin die Rehabilitation und Rückkehr der Proskribierten regelte. Im Jahr 37 v. Chr. wurde der Triumvirat im Vertrag von Tarent um weitere fünf Jahre verlängert. Aber bereits ein Jahr später gelang es Octavian, nach seinem Sieg über Sextus Pompeius auch Lepidus zu entmachten, dessen Truppen zu ihm übergelaufen waren. Er beherrschte nun den gesamten Westen des Reichs, während Antonius seine Basis im Osten hatte.
Der zweite Triumvirat endete spätestens durch die Erklärung der mit Antonius verbündeten Kleopatra zum Staatsfeind (hostis) im Herbst 32 v. Chr., auch wenn es den Anschein hat, als hätten sich sowohl Octavian als auch Antonius vielleicht noch länger auf ihre Vollmachten als Triumvirn berufen.

## Triumvirat in Frankreich

### 16. Jahrhundert
Als Triumvirat wurde auch eine politische Verbindung hoher Adeliger im Frankreich des 16. Jahrhunderts bezeichnet. Nach dem Tod  Heinrichs II. 1559 wurde sein Sohn Karl IX. König von Frankreich, unter der Regentschaft seiner Mutter Katharina von Medici. Um nicht an politischer Macht am Königshof und in Frankreich zu verlieren, schlossen sich Anne de Montmorency, Jacques d’Albon, seigneur de Saint-André und François de Lorraine, duc de Guise am Ostertag 1561 zusammen. Ihr Ziel war es auch, den katholischen Glauben, der durch den wachsenden Protestantismus gefährdet schien, aufrechtzuerhalten und die bisherige Verfassung der Monarchie zu beschützen. Durch Unterstützung des katholischen Königs von Spanien Philipp II. hielt der Triumvirat temporär das Gleichgewicht mit der Partei der Regentin. Nach dem Tod von Saint-André 1562 und dem Tod Anne de Montmorencys 1567 löste sich dieses Bündnis.

### Französische Revolution
Die liberal eingestellten Abgeordneten Antoine Barnave, Adrien Duport und Alexandre de Lameth hatten sich in der Nationalversammlung getroffen. Sie waren die politischen Erben Mirabeaus: nach dessen Tod (April 1791) suchten sie die Nähe zum Hof, wollten aber den durch Radikalisierung bedrohten Geist der Revolution von 1789 bewahren. Als Führer der Feuillants kämpfte der Triumvirat für die konstitutionelle Monarchie und die Einhaltung der Verfassung von 1791.
Nach der Annahme der Direktorialverfassung durch den Nationalkonvent wurden am 31. Oktober 1795 vom Rat der Ältesten die fünf Mitglieder des ersten Direktoriums gewählt. Die Republikaner Paul de Barras, Louis-Marie de La Révellière-Lépeaux und Jean François Reubell gehörten zu den gewählten Direktoren. Nach dem vom Militär gedeckten Staatsstreich vom 18. Fructidor V (4. September 1797) wurde das Direktorium von diesem Triumvirat dominiert.
Mit dem Staatsstreich vom 18. Brumaire VIII (9. November 1799) übernahm General Napoleon Bonaparte die Macht. Das Direktorium wurde aufgelöst und von einem aus drei Personen bestehenden Konsulat abgelöst mit Napoleon an der Spitze. Manche Historiker bezeichnen auch die drei Konsuln als Triumvirat.

## Triumvirat des Souveränen Fürstentums der Vereinigten Niederlande
Nachdem die Niederlande in dem letzten Koalitionskrieg gegen Napoleon von preußischen und russischen Truppen befreit wurde, wurde auch hier, wie auch in ganz Europa, über eine Neugestaltung diskutiert. 1813 übernahm eine provisorische Regierung die Kontrolle über die heutige Niederlande unter der Leitung eines Triumvirates aus drei niederländischen Adeligen: Frans Adam van der Duyn van Maasdam, Leopold von Limburg Stirum und Gijsbert Karel van Hogendorp. Der benannte Triumvirat übernahm am 20. November 1813 formell die Kontrolle über die befreiten Gebiete. Am 21. November 1813 riefen ebendiese das Souveränes Fürstentum der Vereinigten Niederlande aus. 1815 wurde das Fürstentum auf dem Wiener Kongress aufgelöst, es ging in das Königreich der Vereinigten Niederlande auf.

## Triumvirat in derRepublica Romana1849
Einen Triumvirat gab es auch in der Römischen Republik von 1849 (Repubblica Romana), seit die  Radikaldemokraten Giuseppe Mazzini, Carlo Armellini und Aurelio Saffi am 5. Februar 1849 in Italien zur verfassunggebenden Versammlung zusammenkamen. Bis zum 30. Juni 1849 konnten sie sich mit der bis dahin fortschrittlichsten Verfassung aller italienischen Staaten als Regierung aufrechterhalten. Die im April 1849 erfolgte Intervention von Truppen der französischen Republik und der spanischen Monarchie, deren Ziel die Wiederherstellung der Papstherrschaft war, hatten revolutionäre Einheiten unter der Führung Giuseppe Garibaldis zunächst zurückschlagen können, woraufhin Rom etwa einen Monat lang belagert wurde. Dann mussten sie schließlich vor der Übermacht der französisch-spanischen Interventionsarmee kapitulieren. Mazzini und Saffi flohen kurz darauf über die Schweiz nach England ins vorläufige Exil, Garibaldi nach New York.

## Neuere Geschichte
Nach einem Attentat auf den Großwesir Mahmud Şevket Pascha übernahm im Januar 1913 ein Triumvirat der Jungtürken die Macht im niedergehenden Osmanischen Reich. Die Generäle Enver Pascha als Kriegsminister, Talaat Pascha als Innenminister und Cemal Pascha als Marineminister regierten gemeinsam bis zum Ende des Ersten Weltkrieges mit diktatorischen Vollmachten.

Eine nach der Oktoberrevolution ab 1923 gebildete Gruppe bestehend aus Josef Stalin, Lew Kamenew und Grigori Sinowjew, welche in der Folgezeit eine bedeutende Rolle in der sowjetischen Politik spielte, wird ebenfalls als Triumvirat bezeichnet.
Auch in Brasilien wurde 1969 ein Triumvirat gebildet, als die drei Militärminister von Heer, Marine und Luftwaffe – Aurélio de Lira Tavares, Augusto Hamann Rademaker Grünewald und Márcio de Souza Mello – während der schweren Erkrankung des Staatspräsidenten Artur da Costa e Silva die verfassungsgemäße Amtsübernahme des Vizepräsidenten Pedro Aleixo (einem Zivilisten) verhinderten. Laut Eigendefinition amtierten sie als „die Militärminister in vorübergehender Ausübung der Präsidentschaft der Republik“.
Die Republik Dahomey, das heutige Benin, wurde zwischen dem 7. Mai 1970 und dem 26. Oktober 1972 von einem „Triumvirat“ regiert. Der sogenannte Präsidialrat bestand aus Hubert Maga, Sourou-Migan Apithy (beide waren zuvor bereits allein Präsident der Republik gewesen) und Justin Ahomadégbé (ehemaliger Premierminister), die in der Präsidentenwahl 1970 gegeneinander angetreten waren, ohne dass das Wahlergebnis eine klare Entscheidung ergeben hatte (Maga: 27,88 %; Apithy: 32,32 %; Ahomadegbé: 36,57 %). Die drei nahmen gleichberechtigt alle Funktionen der Präsidentschaft wahr, bis sie 1972 durch einen Militärputsch gestürzt wurden.